# Pardoglossum
- Commons
- Wikispecies

Pardoglossum é um gênero de plantas pertencente à família Boraginaceae.